# Хенуттауї IV
Хенуттауї IV (X ст. до н. е.) — давньоєгипетський діячка, Дружина бога Амона.

## Життєпис
Походила з XXI династії. Донька фараона Пінеджема II та його сестри Ісетемхеб IV, співачки бога Амона. Замолоду стає обожнювачкою Амон. Потім після смерті Мааткари отримує посаду Дружини бога Амона. Ймовірно, допомагала батькові в релігійному управлінні Фівами.
Гробниця і мумія її не знайдена, археологи лише знайшли декілька ушебті Хенуттауї IV.